# Lysmus ogatai
Lysmus ogatai là một loài côn trùng trong họ Osmylidae thuộc bộ Neuroptera. Loài này được Nakahara miêu tả năm 1955.